# Rhinogobius rubromaculatus
Rhinogobius rubromaculatus är en fiskart som beskrevs av Lee och Chang, 1996. Rhinogobius rubromaculatus ingår i släktet Rhinogobius och familjen smörbultsfiskar. Inga underarter finns listade i Catalogue of Life.